# منتخب ليسوتو للكرة اللينة للرجال
منتخب ليسوتو للكرة اللينة للرجال هو ممثل ليسوتو الرسمي في المنافسات الدولية في الكرة اللينة .